# Éric-Paul Stekel
Pour les articles homonymes, voir Stekel.
Éric-Paul Stekel,, né Erich Stekel, né à Vienne le 27 juin 1898 et mort à Grenoble le 11 février 1978, est un compositeur et chef d'orchestre français d'origine autrichienne, ancien directeur du Conservatoire de Grenoble.

## Biographie
Il a étudié le piano, le violon, la direction d'orchestre (avec Franz Schalk) et la composition (avec Franz Schreker) ainsi que la musicologie (avec Egon Wellesz) de 1911 à 1916 à l'académie de musique viennoise de l'université de Vienne. Il a participé au Tonkünstler-Orchester sous la direction d'Oskar Nedbal en tant que premier violon. 
Après son incorporation lors de la première guerre mondiale, il est altiste, et à partir de 1920, répétiteur à l'opéra d'État viennois. Il est nommé successivement : en 1921, chef de l'opéra de Lubeck ; en 1923 à Prague (avec Alexander Zemlinsky) ; en 1925 à l'opéra populaire viennois ; en 1927 à l'opéra d'État (en tant qu'assistant de Franz Schalk) ; en 1928 à Sarrebruck.
Lorsque sa nomination à l'opéra d'État est annulée à cause de son ascendance juive, Stekel, après des attaques répétées dans la revue nazie "Des Stuermer", émigre en 1931 vers la France, où il s'établit, d'abord à Paris. En tant que chef d'orchestre invité, il dirige à Bordeaux, Alger, en Union soviétique, à Vienne et à Prague. À Paris, il dirige des concerts de charité pour des exilés et intègre le quatuor Amati comme altiste. 
En 1939, il est interné à différentes reprises comme apatride (au Stade Roland Garros, à Damigny dans l'Orne, puis à Nîmes). Libéré en 1940, il se cache à La Thuile, près de Chambéry, en Savoie. Sa mère, qui avait également fui l'Allemagne, est arrêtée à Paris par la Gestapo. Déportée, elle décède le 20 janvier 1943. La France, pays occupant de l'Allemagne, le nomme en 1947 directeur du nouveau conservatoire de Sarrebruck. 
De retour en France en 1951, il est finalement nommé directeur du Conservatoire de Grenoble, poste qu'il occupe jusqu'en 1970. En 1952, il fonde l'Orchestre Symphonique de Grenoble.  
Il a travaillé notamment avec le professeur de piano Félicien Wolff, qui l'encouragea vivement à s'adonner à la composition, avec la pianiste Geneviève Dinand, ainsi qu'avec le musicologue Paul-Gilbert Langevin, en participant aux ouvrages de ce dernier, Le Siècle de Bruckner et Anton Bruckner, apogée de la symphonie. Il existe à Grenoble une association des amis d'Éric-Paul Stekel.
Il était le fils du psychanalyste viennois Wilhelm Stekel et de Malvine Stekel.
Il meurt à Grenoble le 11 février 1978.
La salle de concert du Conservatoire de Grenoble sera renommée Salle Stekel en son hommage

## Publications
- La Musique moderne en Autriche, 1938.
- La musique est-elle un art métaphysique ?, 1970.
- Le Siècle de Bruckner, dirigé par Paul-Gilbert Langevin, contribution, 1975.
- Anton Bruckner, apogée de la symphonie, dirigé par Paul-Gilbert Langevin, contribution, 1977.
- Ville de Grenoble. 10 ans d'activité du grand orchestre du Conservatoire, de 1951 à 1961
- Ville de Grenoble. Le Grand orchestre du Conservatoire, de 1952 à 1969

## Compositions
- String Quartet opus 4, Composed in Vienna, 1925/26.
- Opéra Weiße Nächte 1929–31 (UA 1936) "Les Nuits blanches" d'après Fiodor Dostoïevski (1929)
- Première Symphonie Opus 11, 1932.
- Sonate pour violon et piano, Op. 14, 1938.
- Mélodie pour basson et piano
- Variations divertissantes for piano, 1950.
- Tableaux nîmois, 1952.
- Sonate, 1954
- Les Contemporains du XXe siècle [pour clarinette et piano] Vol. 2, 1954.
- Overture Grenoble. Opus 29 [Pour orchestre], 1955.
- Concerto pour violon et orchestre, opus 6 [Réduction pour violon et piano], 1956.
- Les Contes de mon vieux piano, 1956.
- Mélodies, 1957.
- Hommage à Mozart. For piano, 1957.
- Mélancolie, 1962.
- Quatrième symphonie La Savoyarde Opus 25, pour orchestre, 1963.
- Deuxième Symphonie Op. 13, 1964.
- Concerto pour piano [et orchestre] (en fa mineur), Op. 12, 1966.
- Troisième Symphonie Opus 17, 1967.
- Oratorio (Détresse et Espérance) De profundis Clamavi Op. 39 pour 4 solistes, chœur et grand orchestre (dédié à la mémoire de ma mère) d'après la Bible
- Lieder